# Gading Jaya (Sungai Rumbai)
Gading Jaya is een bestuurslaag in het regentschap Muko-Muko van de provincie Bengkulu, Indonesië. Gading Jaya telt 429 inwoners (volkstelling 2010).